# Consejo Legislativo del Estado Amazonas
El Consejo Legislativo del Estado Indígena Amazonas (CLEIA), es el Parlamento unicameral que representa el Poder Legislativo del Estado Federal de Amazonas en Venezuela.
El Consejo Legislativo tiene como función general sancionar las leyes relativas a Amazonas, aprobar el presupuesto del estado, designar o destituir al contralor del estado, evaluar el informe anual del gobernador, enmendar o proponer cambios a la Constitución del Estado Amazonas y controlar los órganos de la administración del estado, autorizar créditos adicionales, entre otras.
El parlamento regional del Estado Amazonas es unicameral y está compuesto por siete (7) diputados o legisladores regionales que son electos cada 4 años, bajo un sistema mixto de representación, por un lado se eligen un grupo de diputados por lista bajo el método D'Hont a nivel estatal y por otro lado se eligen por voto directo candidatos nominales por circunscripción definida, pudiendo ser reelegidos para nuevos períodos consecutivos, y con la posibilidad de ser revocados a la mitad de su período constitucional. 

## Sede
Su sede esta en la avenida Orinoco en la ciudad de Puerto Ayacucho, capital del Estado.

## Funciones
La Cámara elige de su seno, una Junta Directiva integrada por un Presidente y un Vicepresidente, adicionalmente se elige a un Secretario fuera de su seno. Al igual que en la Asamblea Nacional, el Parlamento regional conforma Comisiones permanentes de trabajo que se encargan de analizar los diferentes asuntos que las comunidades plantean, ejerciendo la vigilancia de la administración del Estado con el auxilio de la Contraloría General del Estado, así como la discusión y aprobación de los presupuestos de la cámara y del poder ejecutivo.
Las funciones de los consejos legislativos regionales de Venezuela se detallan en la Ley Orgánica de los Consejos Legislativos de los Estados publicada en Gaceta Oficial de la República Bolivariana de Venezuela del 13 de septiembre de 2001

## Composición de la VI Legislatura (2021-2025) - Actual
En las elecciones realizadas el 21 de noviembre del 2021, el consejo legislativo estadal quedó compuesto de la siguiente manera:
| Alianza / Partido Político         | Alianza / Partido Político         | Diputados |
| ---------------------------------- | ---------------------------------- | --------- |
| Mesa de la Unidad Democrática      | Mesa de la Unidad Democrática      | 1         |
|                                    | MUD                                | 1         |
| Gran Polo Patriótico Simón Bolívar | Gran Polo Patriótico Simón Bolívar | 6         |
|                                    | PSUV                               | 4         |
|                                    | Representación Indígena            | 1         |
|                                    | PUAMA                              | 1         |

## Legislaturas Previas

### I Legislatura (2000-2004)
En las elecciones de julio de 2000 el partido socialdemócrata Acción Democrática logró obtener la mayor cantidad de escaños en el parlamento regional (con 3 legisladores de 7), el chavismo quedó representado con 3 legisladores: 1 del MVR, otro del PPT y otro del partido regional PUAMA
| Alianza / Partido Político | Alianza / Partido Político  | Diputados |
| -------------------------- | --------------------------- | --------- |
| Revolución Bolivariana     | Revolución Bolivariana      | 3         |
|                            | Movimiento Quinta República | 1         |
|                            | PPT                         | 1         |
|                            | PUAMA                       | 1         |
| Coordinadora Democrática   | Coordinadora Democrática    | 3         |
|                            | Acción Democrática          | 3         |
| Representación Indígena    | Representación Indígena     | 1         |
|                            | ORPIA                       | 1         |

### II Legislatura (2004-2008)
En las elecciones de octubre de 2004 el PPT emergió como el partido más votado en la legislatura con 3 legisladores, AD perdió un escaño y los partidos regionales PUAMA y ORPIA obtuvieron 2 representantes
| Alianza / Partido Político | Alianza / Partido Político | Diputados |
| -------------------------- | -------------------------- | --------- |
| Revolución Bolivariana     | Revolución Bolivariana     | 4         |
|                            | PPT                        | 3         |
|                            | PUAMA                      | 1         |
| Coordinadora Democrática   | Coordinadora Democrática   | 2         |
|                            | Acción Democrática         | 2         |
| Representación Indígena    | Representación Indígena    | 1         |
|                            | ORPIA                      | 1         |

### III Legislatura (2008-2012)
En las elecciones regionales realizadas el 23 de noviembre de 2008 el chavismo conquista la mayoría absoluta de la legislatura al obtener 6 de los 6 escaños posibles más el representante indígena, dejando sin representación a la oposición
| Alianza / Partido Político | Alianza / Partido Político            | Diputados |
| -------------------------- | ------------------------------------- | --------- |
| Polo Patriótico            | Polo Patriótico                       | 7         |
|                            | PPT                                   | 3         |
|                            | Partido Socialista Unido de Venezuela | 2         |
|                            | MUPI                                  | 1         |
| Representación Indígena    | Representación Indígena               | 2         |
|                            | ORPIA                                 | 2         |

### IV Legislatura (2013-2017)

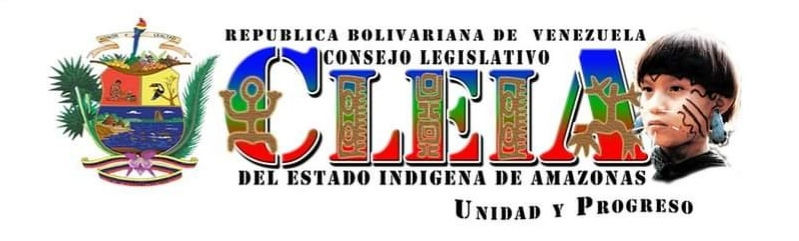
Logo del Consejo Legislativo (2012-2017).

El 16 de diciembre en las Elecciones regionales de Venezuela de 2012, la MUD, en apoyo al Gobernador del Estado, obtiene la mayoría de la Cámara.
| Alianza / Partido Político    | Alianza / Partido Político            | Diputados |
| ----------------------------- | ------------------------------------- | --------- |
| Mesa de la Unidad Democrática | Mesa de la Unidad Democrática         | 5         |
|                               | MUD                                   | 5         |
| Polo Patriótico               | Polo Patriótico                       | 1         |
|                               | Partido Socialista Unido de Venezuela | 1         |
| Representación Indígena       | Representación Indígena               | 1         |
|                               | COIBA                                 | 1         |

### V Legislatura (2018-2022)
En esta elección el Gran Polo Patriótico alcanza la totalidad de los escaños de la cámara. Esta alianza, en las elecciones de concejos legislativos realizada el 20 de mayo de 2018, logra ganar todos los curules de la cámara, explicado principalmente por la decisión de los principales partidos políticos, opositores al gobierno de Nicolás Maduro, de no participar en las elecciones
| Alianza / Partido Político | Alianza / Partido Político            | Diputados |
| -------------------------- | ------------------------------------- | --------- |
| Polo Patriótico            | Polo Patriótico                       | 7         |
|                            | Partido Socialista Unido de Venezuela | 6         |
|                            | CONIVE (Representación Indígena)      | 1         |